# Salmito
João Salmito Filho (Fortaleza, 15 de outubro de 1974) é um sociólogo e político brasileiro. Foi vereador da capital por quatro mandatos, secretário de Turismo de Fortaleza e secretário do Desenvolvimento Econômico do Ceará. Atualmente é deputado estadual no segundo mandato.

## Biografia
João Salmito Filho nasceu em 15 de outubro de 1974, em Fortaleza. É casado com Jamile e tem dois filhos: Júlia e Salmito Neto. Iniciou sua atividade política no movimento estudantil no Colégio Cearense e depois na Universidade Estadual do Ceará (UECE). Em 1999, tornou-se embaixador da Fundação Rotária em Londres. Aos 23 anos, Salmito começou a lecionar na Universidade Federal do Ceará (UFC), no Departamento de Ciências Sociais. Foi ainda professor da Universidade Vale do Acaraú (UVA) e do Colégio Batista.

## Carreira Política
Eleito vereador em 2004 pelo Partido dos Trabalhadores (PT), com 5.886 votos, presidiu as Comissões de Legislação (2005/2007) e de Educação (2007/2008), tendo sido relator do Plano Diretor de Fortaleza. Já em 2008, foi reeleito ao cargo ainda pelo PT com 7.534 sufrágios. 
Em 2009, foi eleito Presidente da Câmara Municipal de Fortaleza para o biênio 2009-2010. Construiu, junto com a sociedade civil organizada (movimentos sociais, entidades empresariais, universidades e entidades de classe), o "Pacto por Fortaleza - A Cidade que Queremos até 2020", diagnosticando os problemas da cidade e apresentando soluções concretas. Também neste mandato foi o autor da “Lei da Ficha Limpa”, onde determina que só pessoas com ficha limpa possam ser nomeadas para cargos da Prefeitura de Fortaleza e Câmara Municipal. Enfrentando divergências com o PT e com a então prefeita Luizianne Lins, saiu da sigla e ingressou ao Partido Socialista Brasileiro (PSB). 
Em 2012, foi reconduzido ao Poder Legislativo Municipal, obtendo 9.328 votos e, a convite do prefeito Roberto Cláudio, assumiu a Secretaria Municipal de Turismo de Fortaleza (SETFOR), implantando dinâmica nova na pasta e desenvolvendo uma gestão responsável. Teve oportunidade de executar importantes obras como a nova Praia do Futuro e a nova Av. Monsenhor Tabosa. 
Em 2015, chega à presidência da Câmara Municipal pela segunda vez. Entre as ações desse período, destacam-se a revisão do Pacto por Fortaleza e o lançamento do Pacto em Ação, que tratou da revitalização do Centro da Cidade.
Em 2016, já no Partido Democrático Trabalhista (PDT), foi reeleito pelo povo para seu 4º mandato como vereador de Fortaleza obtendo 15.551 votos, e pela 3º vez foi reconduzido à presidência da Câmara Municipal de Fortaleza por seus colegas parlamentares em votação unânime, para o biênio 2017-2018. 
Em 2018, foi eleito para um primeiro mandato de deputado estadual, obtendo 91.293 votos, sendo o 5º mais votado entre os 46 eleitos.
Em 2022, foi reeleito, licenciando-se para assumir a Secretaria do Desenvolvimento Econômico do Ceará, de janeiro de 2023 a dezembro de 2024.

Em 2025, filiou-se ao Partido Socialista Brasileiro.